# Abraham Lincoln (French 1920)
La Abraham Lincoln (1920) è una statua colossale raffigurante il presidente degli Stati Uniti d'America Abraham Lincoln (1809-1865) in posizione seduta, opera progettata da Daniel Chester French (1850-1931) e Geremia Grandelis e realizzata dai Fratelli Piccirilli. 
Il monumento è situato nel Lincoln Memorial (costruito tra il 1914 e il 1922), facente parte del National Mall di Washington, e fu inaugurato nel 1922. Stilisticamente il lavoro prosegue il cammino intrapreso dall'artista inserito nelle tradizioni dell'Architettura Beaux-Arts e dell'American Renaissance.

## Descrizione
Il colosso del peso complessivo di 170 tonnellate è composta da 28 enormi blocchi di marmo bianco assemblati insieme provenienti dalla Georgia e messi a disposizione dalla Georgia Marble Company; essa si alza per 9 metri dal pavimento, compresa la figura seduta delle dimensioni di 5,8 m (con poltrona e poggiapiedi inclusi. Il tutto sulla base di un piedistallo alto 3,4 m. 
La figura di Lincoln guarda direttamente in avanti e leggermente rivolta in basso con un'espressione di gravità e solennità; la sua redingote risulta essere sbottonata e una grande bandiera degli Stati Uniti d'America è drappeggiata sulla schiena e sui due lati della sedia.
L'artista presta una particolare attenzione alle mani espressive del presidente, le quali poggiano sulle enormi braccia di una sedia circolare da cerimonia, i cui fronti portano ognuno un fascio littorio, emblemi di autorità dell'antica Roma. French ha qui utilizzato le proprie dita come modello per ottenerne il posizionamento corretto.